# Brian Sparrow
Brian Edward Sparrow (Londra, 24 giugno 1962 – 6 dicembre 2019) è stato un allenatore di calcio e calciatore inglese, di ruolo difensore.

## Carriera

### Giocatore
Dal 1977 al 1982 gioca nelle giovanili dell'Arsenal, che in seguito lo aggrega alla sua prima squadra; nel biennio trascorso in prima divisione con i Gunners gioca in realtà solamente 2 partite di campionato, entrambe nella stagione 1983-1984, e trascorre diversi periodi in prestito ad altri club: in particolare, nella stagione 1982-1983 segna un gol in 17 partite in quarta divisione con il Wimbledon FC, mentre nella stagione 1983-1984 gioca in terza divisione con Millwall e Gillingham.
Nell'estate del 1984 viene ceduto al Crystal Palace, club di seconda divisione, in cui rimane per complessive tre stagioni, tutte disputate in questa categoria, mettendo a segno in totale 2 reti in 63 incontri di campionato. Chiude poi la carriera nel 1992, all'età di soli 30 anni, dopo un quinquennio trascorso a giocare a livello semiprofessionistico prima all'Enfield (con cui vince anche un FA Trophy) e poi al Crawley Town, club di cui nella stagione 1991-1992 (la sua ultima da calciatore) è anche stato allenatore.

### Allenatore
Dal 1996 al 1998 ha lavorato come vice al Crystal Palace, mentre dal 1998 al 2000 ha ricoperto un ruolo analogo al Brentford alle dipendenze dell'allenatore Ron Noades; nell'estate del 2000 è tornato al Crystal Palace per allenare nel settore giovanile del club. Nel 2012 ha allenato per un periodo lo Shenzhen Main Sports, club della terza divisione cinese.

## Palmarès

### Giocatore

#### Competizioni nazionali
- FA Trophy: 1

Enfield: 1987-1988

#### Competizioni regionali
- Middlesex Senior Cup: 1

Enfield: 1988-1989
- Sussex Senior Challenge Cup: 1

Crawley Town: 1990-1991